# الکساندر انوفریف
الکساندر انوفریف (روسی: Александр Александрович Ануфриев؛ ۱۰ مهٔ ۱۹۲۶ – ۲۶ سپتامبر ۱۹۶۶) دونده دو استقامت، و ورزشکار دو و میدانی اهل اتحاد جماهیر شوروی سوسیالیستی بود.